# Melasma (roślina)
Melasma – rodzaj roślin z rodziny zarazowatych (Orobanchaceae). Należą do niego 7 gatunków. Zasięg rodzaju obejmuje Amerykę Środkową i Południową oraz południową Afrykę.

## Morfologia
PokrójByliny i drewniejące półkrzewy o łodygach wzniesionych, obłych, szorstko, szczeciniasto owłosionych.
LiścieSiedzące lub krótkoogonkowe, naprzeciwległe z wyjątkiem górnej części pędu, gdzie bywają skrętoległe. Blaszki od jajowatych do zaokrąglonych, zaostrzone, nierówno ząbkowane lub całobrzegie.
KwiatySzypułkowe. Kielich dzwonkowaty, 5-działkowy, powiększający się w czasie owocowania. Korona kremowa, żółta do czerwonej, rurkowato-dzwonkowata, na końcu z 5 rozpostartymi końcami płatków. Pręciki 4, schowane w rurce korony. Zalążnia jajowata lub kulista. Szyjka słupka prosta, zakończona maczugowatym i spłaszczonym znamieniem.
OwoceTorebki zawierające liczne, wrzecionowate nasiona.

## Systematyka
Pozycja systematyczna
Rodzaj z plemienia Escobedieae z rodziny zarazowatych (Orobanchaceae).
Wykaz gatunków
- Melasma brevipedicellatum Lisowski & Mielcarek
- Melasma calycinum (Hiern) Hemsl.
- Melasma melampyroides (Rich.) Pennell ex Britton & P.Wilson
- Melasma physalodes (D.Don) Melch.
- Melasma rhinanthoides (Cham.) Benth.
- Melasma scabrum P.J.Bergius
- Melasma strictum (Benth.) Hassl.